# Gustav Dürr

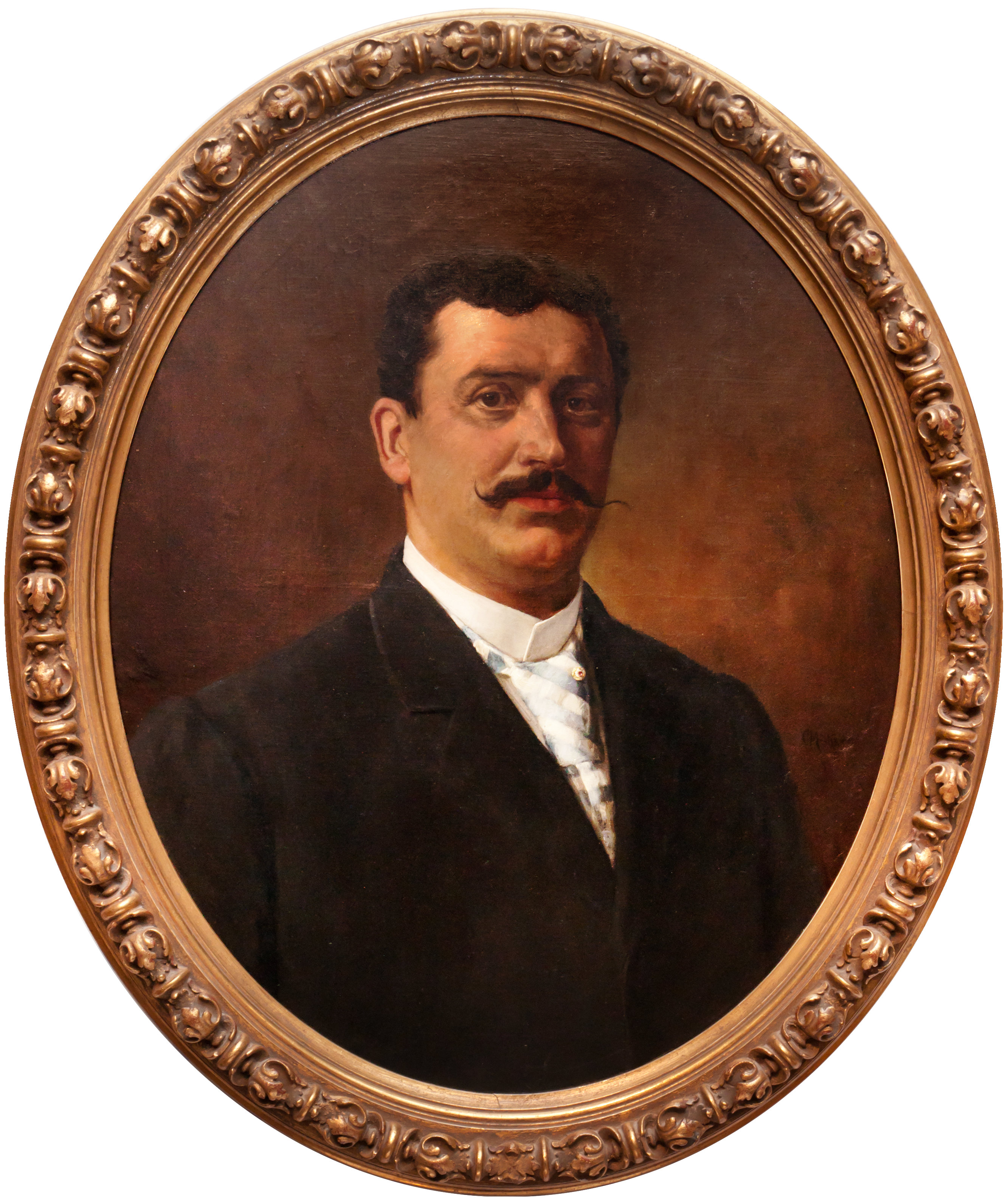
Gustav Dürr

Gustav Dürr (* 29. Mai 1853 in Lindau (Bodensee); † 14. Februar 1908 in Düsseldorf) war ein deutscher Ingenieur, Unternehmer und Erfinder des Dürr-Kessels.

## Leben
Sein Vater Josef Dürr (1803–1882) war Oberzollrat im Staatsdienst und Vorsitzender der Bodenseekommission. Seine Mutter Hermine Dürr geb. Rassmann (1821–1887) war die Tochter des Forstmeisters Karl Christiansen Wilhelm Rassmann in Magdeburg.
Dürr studierte Ingenieurwissenschaften an der Technischen Hochschule München. Danach arbeitete er zunächst als Konstrukteur bei den Farbwerken Meister, Lucius & Brüning in Höchst am Main.
Seine erste Konstruktion war ein Einkammer-Wasserrohrkessel. Diese Arbeit war so erfolgreich, dass der Konstruktion in mehreren Staaten ein Patent erteilt wurde. Die Neuheit bestand darin, dass die Nachteile des alten Wasserrohrkessels überwunden wurden, weil sie die Vorteile eines Röhrenkessels mit dem eines großen Wasserkessels verband. Auch konnte der Einsatz vom Konstruktionsmaterial wesentlich vermindert werden, wobei noch eine größere Elastizität der Bauteile auftrat.
Diese Erfolge ermutigten Dürr, mit seinem Bruder Walther im Jahre 1883 ein eigenes Unternehmen in Ratingen zu gründen. Bis 1889 führte er die Düsseldorf-Ratinger Röhrenkesselfabrik Dürr & Co., dann wurde sie in eine Aktiengesellschaft umgewandelt, wobei er sich als Mitglied im Vorstand betätigte.
Sein Kessel wurde sowohl bei Handels- wie auch bei Kriegsschiffen eingesetzt. Insgesamt wurden mehr als 2.000 Exemplare dieser Bauart bis 1907 verwendet. Als technische Erkenntnisse zu einer neuen Konstruktion, dem Garbekessel, führten, gelang es ihm noch vor seinem Tod, für diese Bauweise eine Lizenz für seine Fabrik zu erwerben.